# 竹山正
竹山正（たけやま ただし、1946年（昭和21年）5月12日 - ）は、日本の銀行家。千葉銀行頭取、会長を歴任した。

## 来歴・人物
千葉県出身。明治大学政治経済学部卒業後、千葉銀入行。入行後は、一貫して営業畑を歩み支店長や法人営業部長等を歴任する。
2004年（平成16年）「新しい状況に対処するには、若い人の感覚の方がよい」との早川恒雄頭取の指名により10歳年下の竹山が後任として昇格した。
頭取在任時は、県内外への相次ぐ出店攻勢や新規業務への参入をはかり、激化する一方のメガバンク攻略への戦略を担った。しかし、病に倒れ2009年（平成21年）には志半ばにして、代表権付与のない会長に退いた。

## 略歴
- 1969年（昭和44年） - 明治大学政治経済学部卒業後、千葉銀行入行。
  - 以降、錦糸町支店長、営業推進第一部主任調査役、みずえ支店長、木更津支店長、営業開発部長等を歴任する。
- 1997年（平成9年） - 取締役営業推進部長委嘱。
- 1998年（平成10年） - 取締役法人営業部長委嘱。
- 1999年（平成11年） - 常務取締役法人営業部長委嘱。
- 2001年（平成13年） - 専務取締役法人営業部長委嘱
- 2003年（平成15年） - 取締役専務執行役員。
- 2004年（平成16年） - 頭取。
- 2009年（平成21年） - 会長。
- 2010年（平成22年） - 相談役。